# St. Johann Nepomuk (Plankmühle)

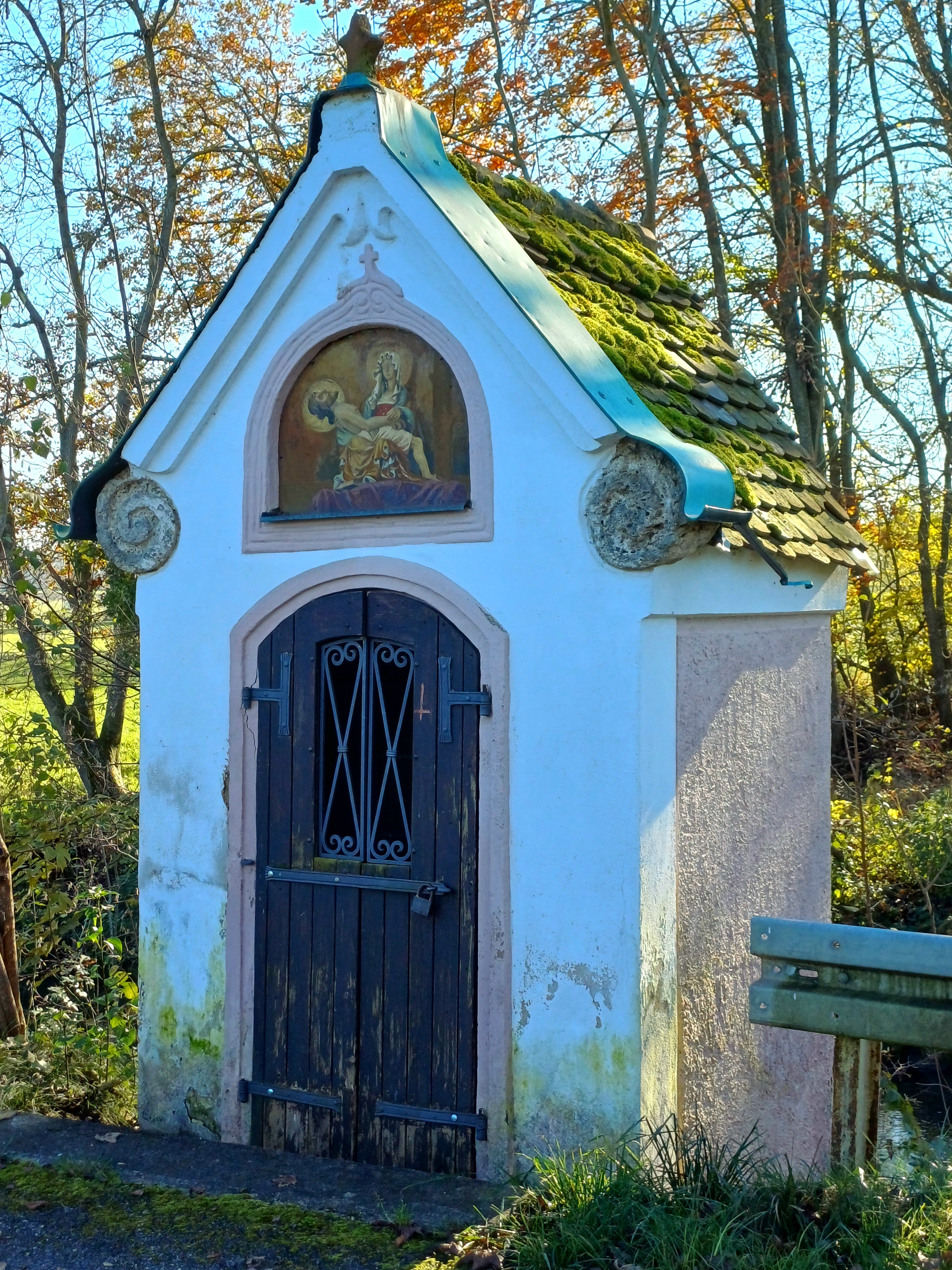
Kapelle St. Johann Nepomuk

Die katholische Kapelle St. Johann Nepomuk ist ein Baudenkmal bei der Plankmühle in Schmiechen im Landkreis Aichach-Friedberg.
Bei einer Restaurierung der Kapelle 1985/86 wurden Reste einer barocken Vorgängerkapelle gefunden. Der heutige Bau wurde in der ersten Hälfte des 19. Jahrhunderts errichtet. Der kleine Rechteckbau hat ein Satteldach mit Eckvoluten. Über dem Eingang ist ein Gemälde des Gnadenbilds von Maria Kappel auf Blech angebracht. Die Figur des heiligen Johann Nepomuk, unter anderem der Patron der Müller, entstand um 1740/50 und wurde vermutlich vom Vorgängerbau übernommen.
Laut einer Sage wurde die Kapelle von Joseph Völk, von 1818 bis 1846 der Besitzer der nahen Plankmühle, aus Dankbarkeit errichtet. Der Müller wurde an dieser Stelle von Räubern überfallen, die jedoch sein herbeigerufener Hund in die Flucht schlagen konnte. Die Existenz des Vorgängerbaus spricht jedoch gegen diese Überlieferung.